# Campeonato da Europa de Atletismo de 2012 - Salto com vara feminino
A prova do salto com vara feminino do Campeonato da Europa de Atletismo de 2012 foi disputada entre os dias 28 e 30 de junho de 2012 no Estádio Olímpico de Helsinque em Helsinque,  na Finlândia. 

## Recordes
Antes desta competição, os recordes mundiais e do campeonato nesta prova eram os seguintes:
|                       | Nome              | Nacionalidade | Altura  | Local      | Data                 |
| --------------------- | ----------------- | ------------- | ------- | ---------- | -------------------- |
| Recorde mundial       | Yelena Isinbayeva | Rússia        | 5m 06cm | Zurique    | 28 de agosto de 2009 |
| Recorde do campeonato | Yelena Isinbayeva | Rússia        | 4m 80cm | Gotemburgo | 12 de agosto de 2006 |
| Recorde europeu       | Yelena Isinbayeva | Rússia        | 5m 06cm | Zurique    | 28 de agosto de 2009 |

## Medalhistas
| Ouro                    | Prata                | Bronze                       |
| Jiřina Ptáčníková (CZE) | Martina Strutz (DEU) | Nikoleta Kyriakopoulou (GRC) |

## Cronograma
Todos os horários são locais (UTC+3).
| Data        | Hora  | Evento       |
| ----------- | ----- | ------------ |
| 28 de junho | 9:05  | Qualificação |
| 30 de julho | 19:15 | Final        |

## Resultados

### Qualificação
Qualificação: Desempenho de 4.45 m (Q) ou os 12 melhores qualificados (q).
| Posição | Grupo | Atleta                 | Nacionalidade | 3.80 | 3.95 | 4.05 | 4.15 | 4.25 | 4.35 | 4.40 | 4.45 | Resultados | Notas                |
| ------- | ----- | ---------------------- | ------------- | ---- | ---- | ---- | ---- | ---- | ---- | ---- | ---- | ---------- | -------------------- |
| 1       | A     | Jiřina Ptáčníková      | Chéquia       | –    | –    | –    | –    | –    | o    | –    | o    | 4.45       | Q                    |
| 2       | B     | Anastasia Savchenko    | Rússia        | –    | –    | –    | –    | o    | –    | o    | xxx  | 4.40       | q                    |
| 2       | B     | Silke Spiegelburg      | Alemanha      | –    | –    | –    | –    | –    | –    | o    | xxx  | 4.40       | q                    |
| 2       | A     | Martina Strutz         | Alemanha      | –    | –    | –    | –    | o    | o    | o    | x–   | 4.40       | q                    |
| 5       | A     | Aleksandra Kiryashova  | Rússia        | –    | –    | –    | –    | xo   | o    | o    | x–   | 4.40       | q                    |
| 5       | B     | Nikoleta Kyriakopoulou | Grécia        | –    | –    | –    | –    | xo   | o    | o    | xxx  | 4.40       | q                    |
| 5       | A     | Anastasiya Shvedova    | Bielorrússia  | –    | –    | –    | –    | o    | xo   | o    | x–   | 4.40       | q,                   |
| 5       | A     | Ekateríni Stefanídi    | Grécia        | –    | –    | –    | o    | xo   | o    | o    | x–   | 4.40       | q                    |
| 9       | A     | Vanessa Boslak         | França        | –    | –    | –    | –    | o    | xo   | xo   | x–   | 4.40       | q                    |
| 10      | A     | Jillian Schwartz       | Israel        | –    | –    | –    | xo   | o    | xxo  | xo   | x–   | 4.40       | q,                   |
| 11      | A     | Angelica Bengtsson     | Suécia        | –    | –    | –    | o    | xo   | o    | xxo  | –    | 4.40       | q                    |
| 11      | A     | Lisa Ryzih             | Alemanha      | –    | –    | –    | –    | –    | xo   | xxo  | x–   | 4.40       | q                    |
| 13      | B     | Stélla-Iró Ledáki      | Grécia        | –    | –    | o    | o    | o    | o    | xxx  |      | 4.35       |                      |
| 13      | B     | Monika Pyrek           | Polónia       | –    | –    | –    | –    | o    | o    | xxx  |      | 4.35       |                      |
| 15      | B     | Nataliya Mazuryk       | Ucrânia       | –    | –    | –    | o    | xo   | xo   | xxx  |      | 4.35       |                      |
| 16      | B     | Tori Pena              | Irlanda       | –    | –    | –    | o    | o    | xxo  | xxx  |      | 4.35       |                      |
| 17      | B     | Maria Eleonor Tavares  | Portugal      | –    | o    | o    | xo   | o    | xxx  |      |      | 4.25       |                      |
| 18      | B     | Romana Maláčová        | Chéquia       | –    | –    | o    | xo   | xo   | xxx  |      |      | 4.25       |                      |
| 19      | A     | Minna Nikkanen         | Finlândia     | –    | –    | xxo  | –    | xxo  | xxx  |      |      | 4.25       |                      |
| 20      | B     | Cathrine Larsåsen      | Noruega       | –    | –    | o    | o    | xxx  |      |      |      | 4.15       |                      |
| 20      | B     | Sally Peake            | Grã-Bretanha  | –    | o    | o    | o    | xxx  |      |      |      | 4.15       |                      |
| 22      | A     | Caroline Bonde Holm    | Dinamarca     | –    | –    | xo   | xo   | xxx  |      |      |      | 4.15       |                      |
| 23      | A     | Anna María Pinero      | Espanha       | –    | xo   | –    | xxo  | xxx  |      |      |      | 4.15       |                      |
| 24      | B     | Tina Šutej             | Eslovênia     | –    | –    | xxo  | xxo  | xxx  |      |      |      | 4.15       |                      |
| 25      | B     | Naroa Agirre           | Espanha       | o    | –    | xo   | xxx  |      |      |      |      | 4.05       |                      |
| 26      | B     | Malin Dahlström        | Suécia        | –    | o    | –    | xxx  |      |      |      |      | 3.95       |                      |
| 27      | B     | Lembi Vaher            | Estónia       | o    | xxo  | xxx  |      |      |      |      |      | 3.95       | Recorde da temporada |
| 28      | A     | Gina Reuland           | Luxemburgo    | xo   | xxx  |      |      |      |      |      |      | 3.80       |                      |
| 29      | A     | Nicole Büchler         | Suíça         | –    | –    | –    | xxx  |      |      |      |      | NM         |                      |

### Final
| Posição           | Atleta                 | Nacionalidade | 4.10 | 4.30 | 4.40 | 4.50 | 4.55 | 4.60 | 4.65 | 4.70 | Resultados | Notas                |
| ----------------- | ---------------------- | ------------- | ---- | ---- | ---- | ---- | ---- | ---- | ---- | ---- | ---------- | -------------------- |
| Medalha de ouro   | Jiřina Ptáčníková      | Chéquia       | –    | o    | –    | o    | –    | o    | xxx  |      | 4.60       |                      |
| Medalha de prata  | Martina Strutz         | Alemanha      | –    | xo   | o    | o    | –    | xo   | xxx  |      | 4.60       | Recorde da temporada |
| Medalha de bronze | Nikoleta Kyriakopoulou | Grécia        | –    | xxo  | o    | xo   | –    | xxo  | –    | xxx  | 4.60       | =                    |
| 4                 | Silke Spiegelburg      | Alemanha      | –    | –    | o    | o    | –    | xxx  |      |      | 4.50       |                      |
| 4                 | Anastasia Savchenko    | Rússia        | –    | o    | –    | o    | –    | xxx  |      |      | 4.50       |                      |
| 6                 | Vanessa Boslak         | França        | –    | o    | –    | xo   | –    | xxx  |      |      | 4.50       | =                    |
| 7                 | Lisa Ryzih             | Alemanha      | –    | –    | xo   | –    | xxx  |      |      |      | 4.40       |                      |
| 8                 | Aleksandra Kiryashova  | Rússia        | –    | o    | xxo  | –    | xxx  |      |      |      | 4.40       |                      |
| 9                 | Anastasiya Shvedova    | Bielorrússia  | –    | xxo  | xxo  | xxx  |      |      |      |      | 4.40       | =                    |
| 10                | Angelica Bengtsson     | Suécia        | xo   | o    | xxx  |      |      |      |      |      | 4.30       |                      |
| 11                | Jillian Schwartz       | Israel        | xo   | xxx  |      |      |      |      |      |      | 4.10       |                      |
| 12 !              | Ekateríni Stefanídi    | Grécia        | xxxx |      |      |      |      |      |      |      | NM         |                      |

Legenda
| Recorde mundial       | Recorde mundial (World record)               |                       | Recorde africano                      | Recorde africano (African) |                                           | Q | Classificado por posição (Qualified) |
| Recorde do campeonato | Recorde do campeonato (Championship record)  | Recorde da América    | Recorde da América (Americas)         | q                          | Classificado por melhor tempo (Qualified) |   |                                      |
| Melhor marca do ano   | Melhor marca do ano (World leading)          | Recorde asiático      | Recorde asiático (Asian)              | DNS                        | Não largou (Did not start)                |   |                                      |
| Recorde nacional      | Recorde nacional (National record)           | Recorde europeu       | Recorde europeu (European)            | DNF                        | Não terminou (Did not finish)             |   |                                      |
| Recorde pessoal       | Recorde pessoal do atleta (Personal best)    | Recorde da Oceania    | Recorde da Oceania (Oceania)          | DSQ / DQ                   | Desclassificado (Disqualified)            |   |                                      |
| Recorde da temporada  | Recorde da temporada do atleta (Season best) | Recorde sul-americano | Recorde sul-americano (South America) | NM                         | Sem marca (No mark)                       |   |                                      |